# Gülzow, Mecklenburgische Seenplatte
Gülzow là một đô thị thuộc huyện Mecklenburgische Seenplatte (trước thuộc Vorpommern-Greifswald (trước thuộc Demmin)), bang Mecklenburg-Vorpommern, Đức. Đô thị Gülzow, Demmin có diện tích 12 km², dân số thời điểm ngày 31 tháng 12 năm 2006 là 491 người.